# Abolitionism
Ej att förväxla med Frigivning

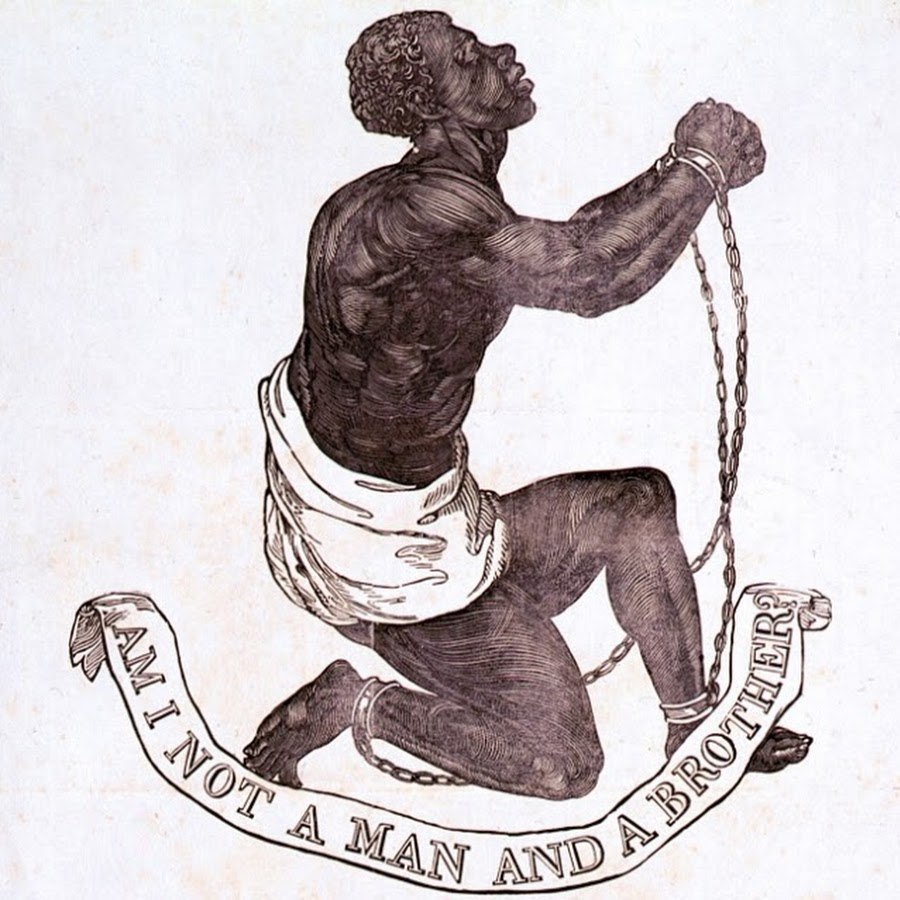
En av de viktigaste bilderna för den tidiga abolitioniströrelsen i Storbritannien; Am I Not a Man and a Brother?.

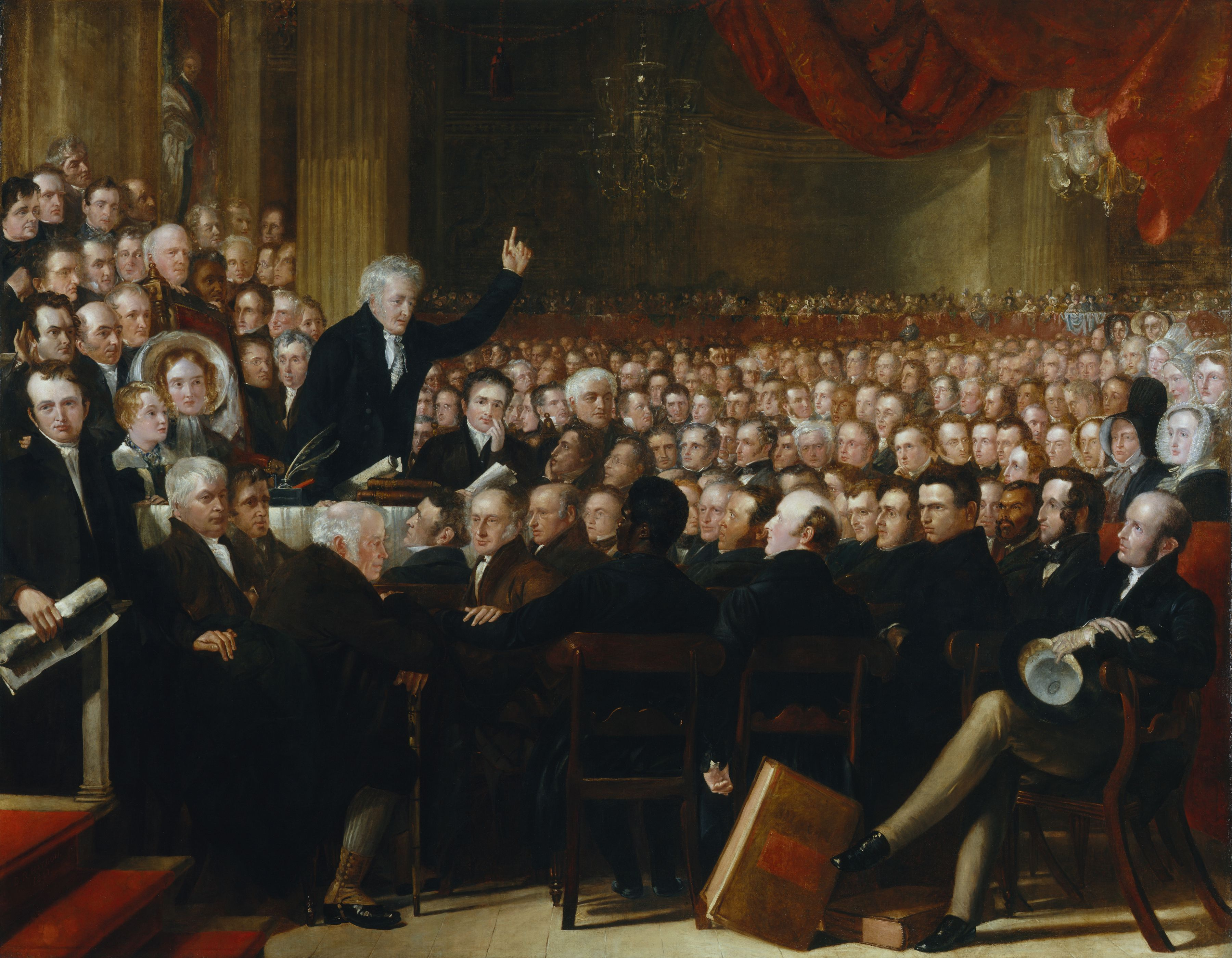
Anti-Slavery Society. Konferens i London 1840. Målning av Benjamin Robert Haydon.

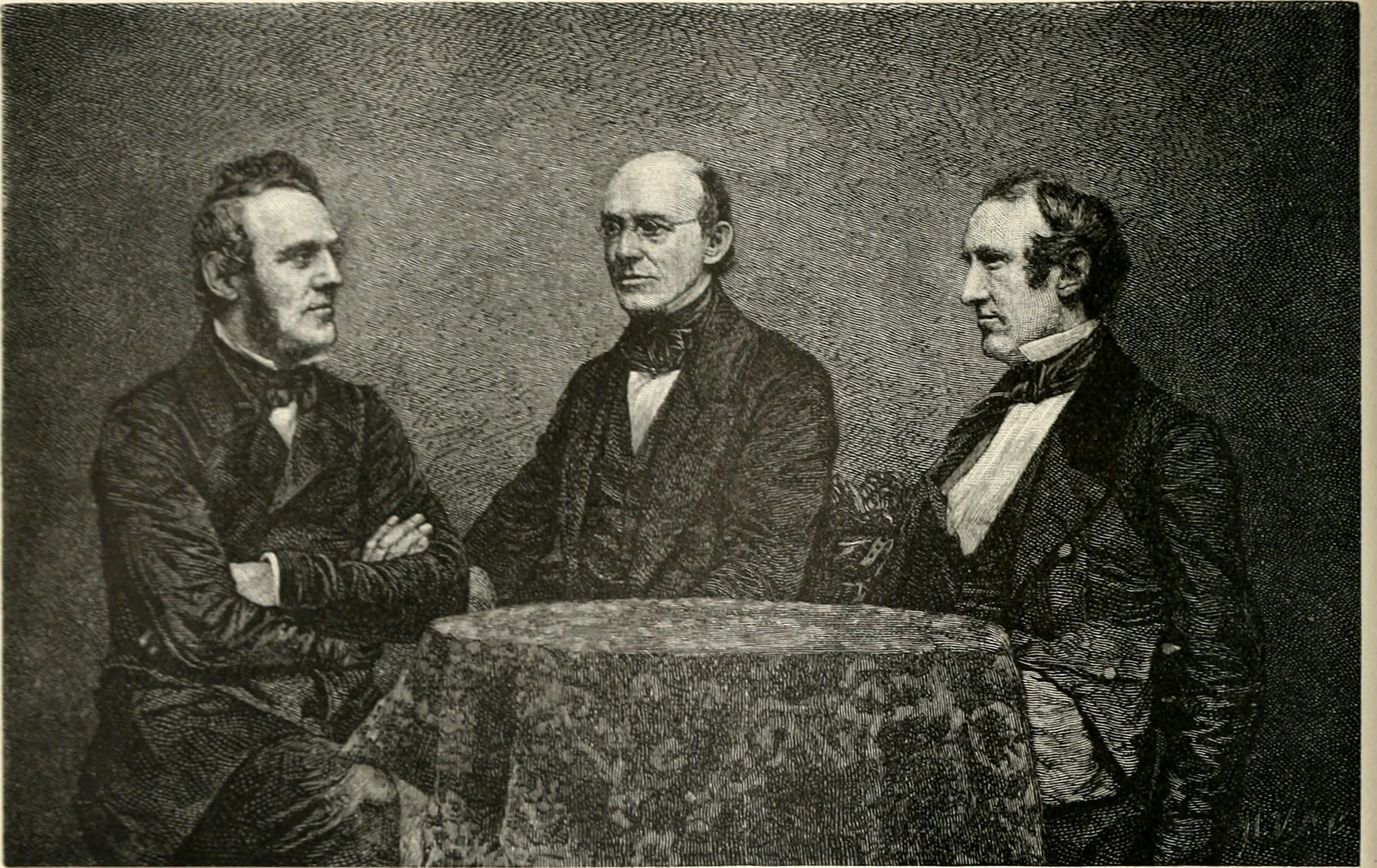
Tre framstående amerikanska abolitionister; från vänster: George Thompson, William Lloyd Garrison och Wendell Phillips.

Abolitionismen är en åskådning enligt vilken slaveriet bör motarbetas av religiösa, sociala eller moraliska skäl. 
Termen associeras historiskt med kampen mot slaveriet i USA, men abolitionisterna arbetade mot slaveriet över hela världen. Den moderna abolitionismens ursprung låg i Europa och USA, men när slaveriet hade avskaffats i de europeiska kolonierna och USA under 1800-talet, fortsatte kampanjen internationellt mot slaveriet även i andra delar av världen; slaveriet avskaffades sist i Mellanöstern, där den slutligen förbjöds på arabiska halvön i mitten av 1900-talet. De sista fem länderna som förbjöd slaveriet var Saudiarabien (1962), Jemen (1962), Dubai  (1963), Oman (1970) och Mauretanien (1981).  
Termen har också använts för att beteckna motstånd mot olika typer av vad som har kallats modernt slaveri, som fängelsestraff, djurhållning och prostitution (som via svenska modellen kring prostitution). Abolitionister yrkar på att kämpa för avskaffandet av vad de anser vara bestående missförhållanden i lag eller sed. 

## Historik

### 1700-talet: nationella organisationer
Den moderna abolitionismen har sitt ursprung i Frankrike och Storbritannien vid 1700-talets slut. I Frankrike bildades abolitionistföreningen Société des amis des Noirs för att verka mot slaveriet i upplysningens anda, och slaveriet i de franska kolonierna avskaffades under franska revolutionen; abolitionismen i Frankrike kom dock inte att bli bestående, och slaveriet återinfördes av Napoleon. Den brittiska abolitionismen kom att bli en permanent rörelse, och utvecklas till en internationell rörelse.   

### 1800-talet: nationella organisationer samarbetar
Den brittiska föreningen Society for Effecting the Abolition of the Slave Trade grundades 1787 och hade som mål att arbeta mot den brittiska slavhandeln. När detta mål uppnåddes 1807 omorganiserade den sig i Anti-Slavery Society, för att avskaffa det brittiska slaveriet. När även detta mål hade uppnåtts, omorganiserade det sig 1839 i Anti-Slavery International, som verkade för att avskaffa slaveriet globalt. Denna organiserade 1840 sitt bildandet världens första internationella abolitionistkonferens, World Anti-Slavery Convention, och fick i efterhand allt större internationellt inflytande. Under 1800-talet upphörde slaveri och slavhandel i hela Västvärlden, med Brasilien som sista land 1889.
Anti-Slavery International organiserade år 1888 Brussels Anti-Slavery Conference. Denna arbetade fram Brussels Conference Act of 1890, ett internationellt avtal som signerades av sjutton länder. Detta avtal resulterade i att all öppen slavhandel förbjöds i de västerländska kolonialväldena. Efter detta förekom slavhandel mest i den muslimska världen, som den internationella abolitioniströrelsen nu riktade sig mot. Brussels Conference Act of 1890 kompletterades med Convention of Saint-Germain-en-Laye 1919, som syftade till att totalförbjuda alla former av slaveri och all slavhandel på land och till sjöss. 

### 1900-talet: internationella myndigheter
Convention of Saint-Germain-en-Laye 1919 kompletterades i sin tur av 1926 Slavery Convention, som introducerades av Nationernas förbund efter en utredning av Temporary Slavery Commission och som främst syftade till att tvinga varje stat att aktivt bekämpa och fullfölja de tidigare förbuden mot alla former av slaveri och slavhandel. Traktatet riktade sig vid denna tid främst mot den då pågående slavhandeln på Arabiska halvön, och utgjorde incitament för britterna att slutgiltigt säkerställa att inga former av slaveri längre förekom någonstans i det brittiska imperiet eller i de brittiska protektoraten. 
Dessa principer fick ytterligare stöd då slaveri förklarades som ett brott mot de mänskliga rättigheterna i FN:s deklaration om de mänskliga rättigheterna 1948, och kompletterades i Supplementary Convention on the Abolition of Slavery 1956. Det var genom brittiska påtryckningar som de arabiska länderna förbjöd slaveri och slavhandel efter andra världskriget. De sista fem länderna som förbjöd slaveri var nationer i den muslimska världen: Saudiarabien och Jemen 1962, Dubai 1963, Oman 1970 och Mauretanien 1981.

## Efter land

### USA
Ursprungligen betecknades därmed i USA de, som ivrade för slaveriets avskaffande. Denna rörelse utgick från kväkarna, och redan före frihetskrigets slut hade åtskilliga sällskap, särskilt i Pennsylvania, bildats med detta mål. Vid den stora kompromiss, varigenom unionsförfattningen kom till stånd (1787–1789), kunde emellertid slaveriets bekämpare inte genomdriva mer än att slavhandelns obestridda fortvaro begränsades till 1808, från vilket år den sedermera genom kongressbeslut formligen förbjöds, samt att slaveriet avskaffades i Nordvästterritoriet (norr om Ohiofloden). 
En petition från pennsylvaniska abolitionssällskapet, vars president var Benjamin Franklin, inlämnades 1790 till kongressen, men föranledde där endast den förklaringen, att kongressen ej ägde befogenhet att befatta sig med slaveriet inom de särskilda staterna. Man väntade dåförtiden allmänt att slaveriet småningom skulle försvinna av sig självt, men i stället fick det efter Eli Whitneys uppfinning av bomullsrensningsmaskinen och bomullsodlingens därpå följande storartade uppsving en allt större utbredning och ekonomisk betydelse i sydstaterna och började där betraktas som en för samhällets bestånd nödvändig institution. Genom Missourikompromissen (1820) förbjöds det i de delar av det före detta Louisianaterritoriet som låg norr om 36° 30'.
Ny fart fick abolitioniströrelsen, då William Lloyd Garrison 1831 grundade veckoskriften The Liberator, och i de nordliga staterna började en ytterst häftig agitation mot slaveriet. År 1833 hölls i Philadelphia den första stora abolitionistkongressen, ur vilken framgick Amerikanska antislaverisällskapet. Utom genom agitation i tal och skrift – varvid William Lloyd Garrison, William Ellery Channing, Wendell Phillips och Theodore Parker var verksammast – sökte sällskapet nå sitt mål genom en mängd petitioner till kongressen, där John Quincy Adams förde dess talan. Häftigast blev striden, sedan en strängare lag om förrymda slavars utlämning antagits 1850 och Missouri-kompromissen upphävts genom Kansas-Nebraskalagen 1854. Mest spridning och störst inflytande av denna tids abolitionistlitteratur fick Harriet Beecher Stowes roman "Onkel Toms stuga" (1852). 
Abolitionisterna uppträdde nu som ett särskilt politiskt parti, med slavarnas befrielse som uteslutande mål, även om unionen därvid skulle upplösas. Därigenom skilde de sig från Abraham Lincoln, William H. Seward och det 1856 bildade republikanska partiets moderata element, vilka önskade unionens bevarande och slavfrågans lösning på strängt laglig väg. Sedan Lincolns val till president (1860) förmått sydstaterna att utgå ur unionen och bragt inbördeskriget till utbrott, löstes slavfrågan genom detta stora krig (1861–1865). Abolitionisterna, som under kriget med otålighet sett Lincolns försiktiga politik, upphörde efter dess slut att utgöra ett politiskt parti.